# Erétria
Erétria (engelska: Eretria, franska: Érétrie) är en kommunhuvudort i Grekland. Den är belägen i prefekturen Nomós Evvoías och regionen Grekiska fastlandet, i den östra delen av landet, 50 km norr om huvudstaden Aten. Erétria ligger 3 meter över havet och antalet invånare är 4 166. Orten ligger på samma plats som den antika staden Eretria.
Terrängen runt Erétria är varierad. Havet är nära Erétria söderut.  Närmaste större samhälle är Chalkída, 18,7 km väster om Erétria. 
Klimatet i området är tempererat. Årsmedeltemperaturen i trakten är 18 °C. Den varmaste månaden är augusti, då medeltemperaturen är 28 °C, och den kallaste är februari, med 8 °C. Genomsnittlig årsnederbörd är 704 millimeter. Den regnigaste månaden är december, med i genomsnitt 146 mm nederbörd, och den torraste är juli, med 5 mm nederbörd.